# Jonathan Lethem
Jonathan Lethem (Brooklyn, New York, 1964. február 19. –) amerikai sci-fi író.

## Életrajz
Gyermekkorát szabadelvű szülei, Bob Dylan, a Csillagok háborúja és Philip K. Dick határozták meg. 
Apja Richard Brown Lethem avantgárd festő, és Judith Lethem, politikai aktivista.
Majd festés helyett kimaradt a főiskoláról és autóstoppal Kaliforniába utazott, és ott alkalmi munkákból élve megírta első elbeszéléseit.

## Pályafutása
- Az Aboriginal magazinban jelenik meg első novellája, „The Cave Beneath the Falls” címmel.
- 1994-ben jelent meg első regénye a "Gun, with Occasional Music". Ezt Nebula-díj-ra jelölték, és a Locus magazin közönségszavazásán az olvasók az év legjobb első regényének választották.
- 1995-ben megjelenik második regénye a magyarul is kiadott Amerikai amnézia (angol címmel: Amnesia Moon) volt, majd egy novelláskötetet jelentetett meg "Girl in Landscape" címmel.
- Harmadik regénye, az 1997-ben napvilágot látott: "As She Climbed Across the Table".
- 1999-ben jelent meg az Árva Brooklyn című regénye.
- 2006-ban szuperhős képsorozatot írt a Marvell kiadó felkérésére. Ez az "Omega the Unknown" volt.

## Bibliográfia

### Regények
- Gun, with Occasional Music (1994)
- Amerikai amnézia (Amnesia Moon) (1995)
- As She Climbed Across the Table (1997)
- Girl in Landscape (1998)
- Árva Brooklyn (Motherless Brooklyn) (1999)
- The Fortress of Solitude (2003)
- Believeniks!: 2005: The Year We Wrote a Book About the Mets with Christopher Sorrentino, as by Ivan Felt and Harris Conklin (2006)
- You Don't Love Me Yet (2007)
- Chronic City (2009)

### Novellák
- This Shape We're In (2000)

### Gyűjteményes kötetek
- The Wall of the Sky, the Wall of the Eye (1996)
- Kafka Americana (1999) (with Carter Scholz)
- Men and Cartoons (2004)
- The Disappointment Artist (2005)
- How We Got Insipid (2006)

### Képregények
- Omega the Unknown (2007)

### Egyéb művek
- "Monstrous Acts and Little Murders" (Salon.com esszé, 1997. január)
- The Vintage Book of Amnesia (szerkesztőként, 2001)
- Da Capo Best Music Writing: The Year's Finest Writing on Rock, Pop, Jazz, Country and More (szerkesztőként, 2002)
- "You Don't Know Dick" (Bookforum esszé, 2002 nyarán)
- The Subway Chronicles (társszerzőként, 2006)
- Brooklyn Was Mine (társszerzőként, 2008)
- "Being James Brown" Archiválva 2009. május 5-i dátummal a Wayback Machine-ben (Rolling Stone esszé, 2006. június)
- "The Genius of Bob Dylan" Archiválva 2007. november 21-i dátummal a Wayback Machine-ben (Rolling Stone interjú, 2006. szeptember)
- "The Ecstasy of Influence" (Harper's Magazine esszé, 2007. február)
- "Ava's Apartment" (The New Yorker elbeszélés, 2009. május)
- "Procedure in Plain Air" (The New Yorker elbeszélés, 2009. október)

## Magyarul
- Árva Brooklyn; ford. Bart Dániel; Athenaeum 2000, Bp., 2001
- Amerikai amnézia. Szürrealista regény; ford. Bart Dániel; Metropolis Media, Bp., 2008 (Galaktika fantasztikus könyvek)
- Árva Brooklyn; ford. Bart Dániel; 2. jav. kiad.; Gabo, Bp., 2019